# 憶・原町無線塔

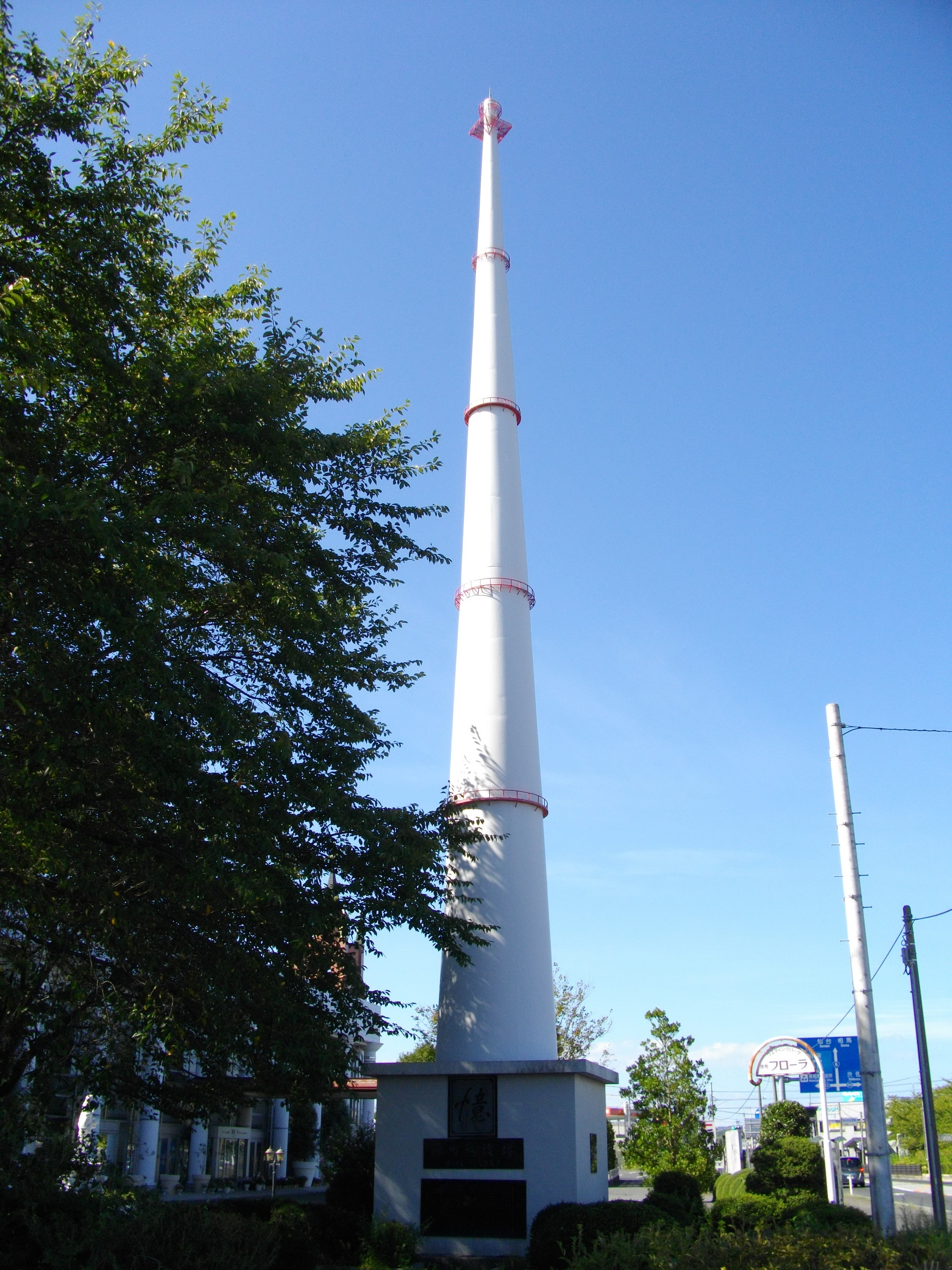
憶・原町無線塔（2010年9月撮影）

憶・原町無線塔（おく・はらまちむせんとう）は、福島県南相馬市原町区にある、高さ約20メートルの記念塔である。1982年（昭和57年）3月に老朽化のため解体された、高さ約200メートルの『原町無線塔』（はらまちむせんとう）の縮尺10分の1スケールのミニチュア・メモリアルタワーとして、1982年10月に建てられた。通称は、憶無線塔（おくむせんとう）。その他にも、原町無線塔の記念として塔頂部の滑車が、南相馬市博物館の前庭に設置されている。
この記事では、1921年に完成した当時の原町無線塔についても述べる。

## 概要

### 原町無線塔

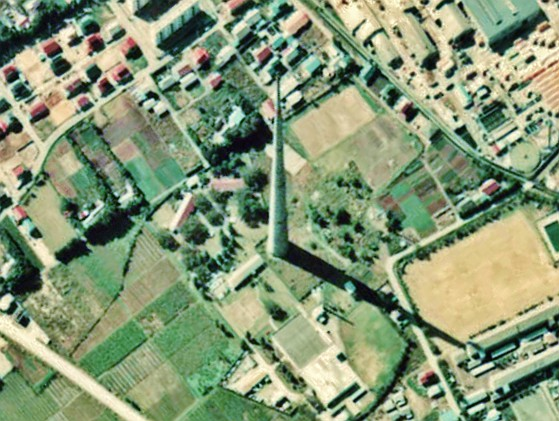
原町無線塔
（1975年度撮影）。

1921年（大正10年）7月に現在の福島県南相馬市原町区高見町二丁目（北緯37度38分8.58秒 東経140度58分55.73秒 / 北緯37.6357167度 東経140.9821472度）に完成した原町無線塔は、底面直径17.7メートル、突端直径1.18メートル、尖塔高約201メートル、鉄筋コンクリート製の電波塔で、1928年12月に依佐美送信所の鉄塔（250メートル）が完成するまでアジアで最も高い建築物であった。
設計・施工については、1921年11月10日発行の『震災予防調査会報告 第97号（甲）』に収録されている「原ノ町無線電信塔振動ノ験測」（大森房吉著）に詳しいので以下に述べる。なお、1フィート=0.3048メートル、1インチ=0.0254メートル、1尺=0.30303メートルで換算した。
逓信省所管のもと、東京帝国大学（現・東京大学）工学部の3人の教授たち（柴田・草間・永山）によって設計された。円錐形をした鉄筋コンクリート造の構造物で、寸法は高さ約201.168メートル（660フィート）、直径は根本部分で約17.6メートル（57フィート9インチ、高さとの比は11対1）、頂上部分で約1.37メートル（4フィート6インチ、根本部分の13分の1）である。内部は中空となっており、壁の厚さは根本部分で約0.83メートル（33インチ）、頂上部分で約0.15メートル（6インチ）である。開口部は根本部分の狭い出入口と、高さ約40.2メートル（132フィート）ごとに約0.61メートル（2フィート）角の窓が4つあるのみである。
当地の地盤は第三紀層の丘を流れる新田川の狭い沖積層で、表面から深さ約1.2メートル（4尺）が黒色土、その下約1.2メートル（4尺）が砂、さらにその下約0.6メートル（2尺）が粘土、その下約3メートル（10尺）が砂礫となっており、これらが水平に地層を成していることから、巨大な構造物の建設に適していると判断された。
施工は東洋コンプレッソルが担当。1919年（大正8年）5月23日に起工した。工法は高さ約1.37メートル（4フィート6インチ）ずつ井戸状にコンクリートを打設するというもので、1920年（大正9年）9月26日までの間、これを147回繰り返した。
当初は鉄塔になる予定だったが、第一次世界大戦の影響で鉄の値段が高騰したため、鉄筋コンクリート製に変更。
無線施設には201メートルの主柱の他に、60メートルの木製の副柱18本が主柱から400メートル離れた場所に設置され、傘型の空中線を構築していた。出力は450kW。1928年（昭和3年）には、木製の副柱に代わり、高さ200メートルの鉄製の副柱5本が主柱から500メートル離れた場所に設置され、出力も750kWに改善された。
1923年（大正12年）9月1日に関東大震災が発生した際に、第一報を無線通信によってアメリカに打電し、これにより震災のニュースが世界中に伝わった。関東大震災によって原町無線塔が注目されて以後、日本各地にラジオが普及していった。1958年（昭和33年）12月23日に開業した東京タワーが「テレビ時代」の到来の象徴であったのに対して、原町無線塔は「ラジオ時代」の到来の象徴であった。しかし場所を取らず高出力の短波時代の到来により終焉までのスピードは意外なまでに早かった。
1931年（昭和6年）に原町送信所は廃局。1960年（昭和35年）には放置されていた無線塔を活用しようとNHKラジオの電波中継局が設置されるが、活用されないまま1973年（昭和48年）頃から、原町無線塔のコンクリート壁の崩落のニュースが流れ、風化・劣化が進んで危険度が増し、保存か撤去かが非常に大きな問題になっていった。結局、1981年（昭和56年）6月から1982年（昭和57年）3月にかけて解体、撤去された。

### 憶・原町無線塔
原町無線塔の撤去後、当時の市民の感情として、在りし日の原町無線塔の勇姿を求める声が根強く、当時の原町市役所はその対応に迫られる状況となっていた。原町市役所および原町ライオンズクラブは市民の声を尊重し、各方面からの協力ならびに経済的支援を求め、同年10月に、縮尺10分の1スケールのミニチュア版、高さ約20メートルの憶・原町無線塔（通称：憶無線塔）を建設した。

## 沿革

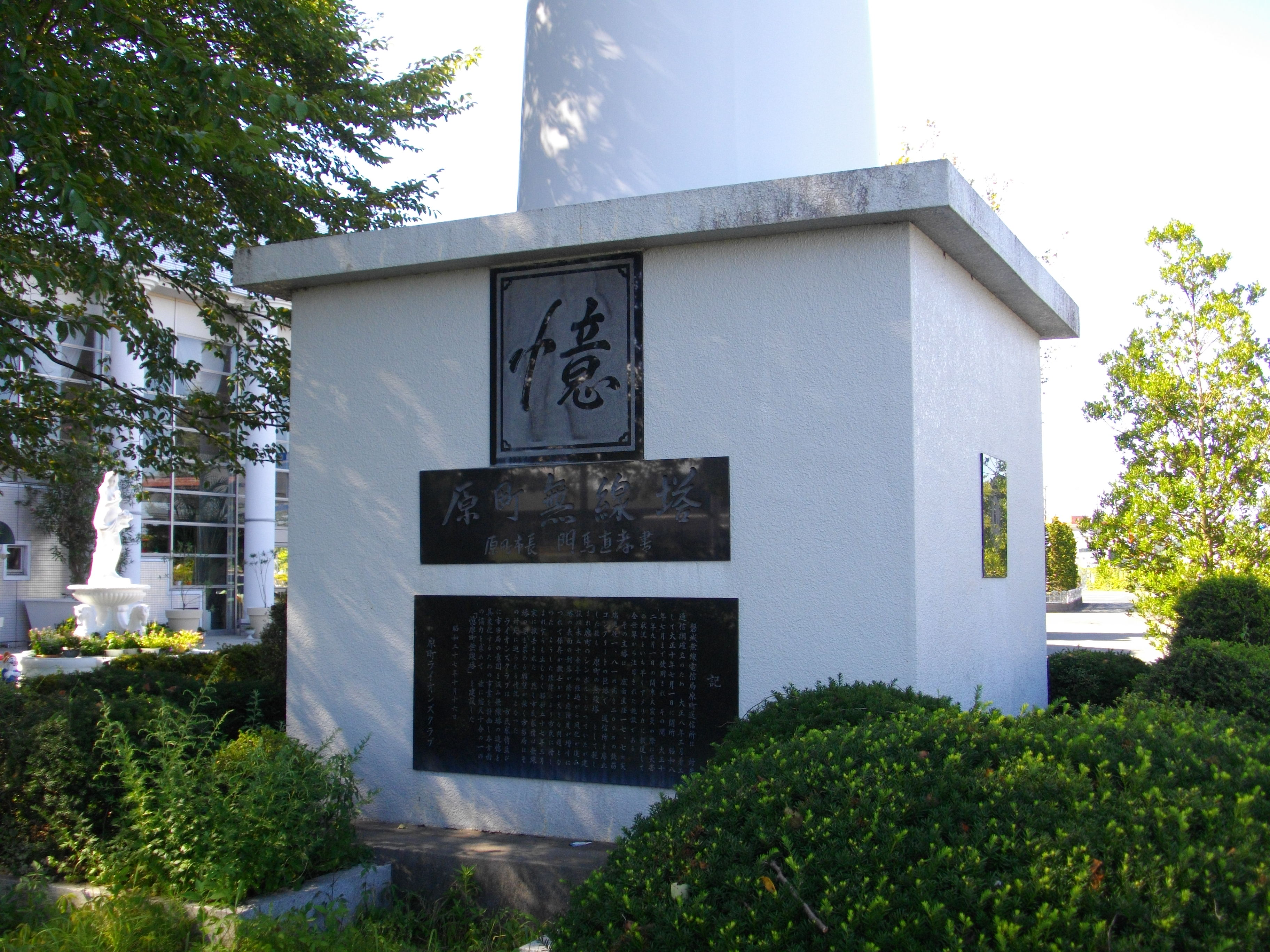
基台部分にあるプレート

- 1921年、対アメリカ通信網確立のため「磐城国際無線電信局原町送信所」が開所。主塔である高さ約201メートルの『原町無線塔』が建設された。鉄筋コンクリート製で当時としては最新鋭の東洋一の高さを誇る巨塔であった。
- 1923年9月1日午後11時、関東大震災の第一報「本日正午横浜において大地震についで大火災起こり、全市ほとんど猛火の中にあり、死傷算なく（以下省略）」を、無線電信により、サンフランシスコに打電[1]。このニュース電信により大地震の発生を世界中が知ることになった[1]。当時の局長米村嘉一郎が英文の文章を作成し、日本で唯一海外との情報発信基地となり、局員が不眠不休で日本の被害状況を伝えた[1]。その後の当時の通信設備としては最先端の施設で全世界から注目されていた。
- 1931年、無線電信局としての役割を終え、原町送信所は廃止された。
- 原町送信所廃止後も原町無線塔は残され、原町市と、原町市民の心のシンボルとして天高く君臨し続けた。その巨塔の勇姿は旅の目印になったばかりではなく、海上からもよく見え、漁の目印としては無くてはならない存在になっていた。
- 福島第一原子力発電所建設前の気象データ取得調査のために『原町無線塔』が使用されている[2]。
- 1982年3月、原町無線塔は、コンクリート外壁の風化と老朽化に耐えられず、撤去された。解体には福島県庁と原町市役所が着工し、約5億円の巨費が投じられた。10月、長年にわたって原町市民のシンボルであった原町無線塔の勇姿を求める要望が多く上がり、原町市役所と原町ライオンズクラブが共同でミニチュアの記念塔（高さ：約20メートル）を建設し、憶・原町無線塔と命名された。

## 立地
- 大凡の所在地：福島県南相馬市原町区高見町二丁目。
- アクセス：JR常磐線・原ノ町駅から東方向に徒歩で約10分。国道6号沿い、「道の駅南相馬」近くにある。

### 周辺情報

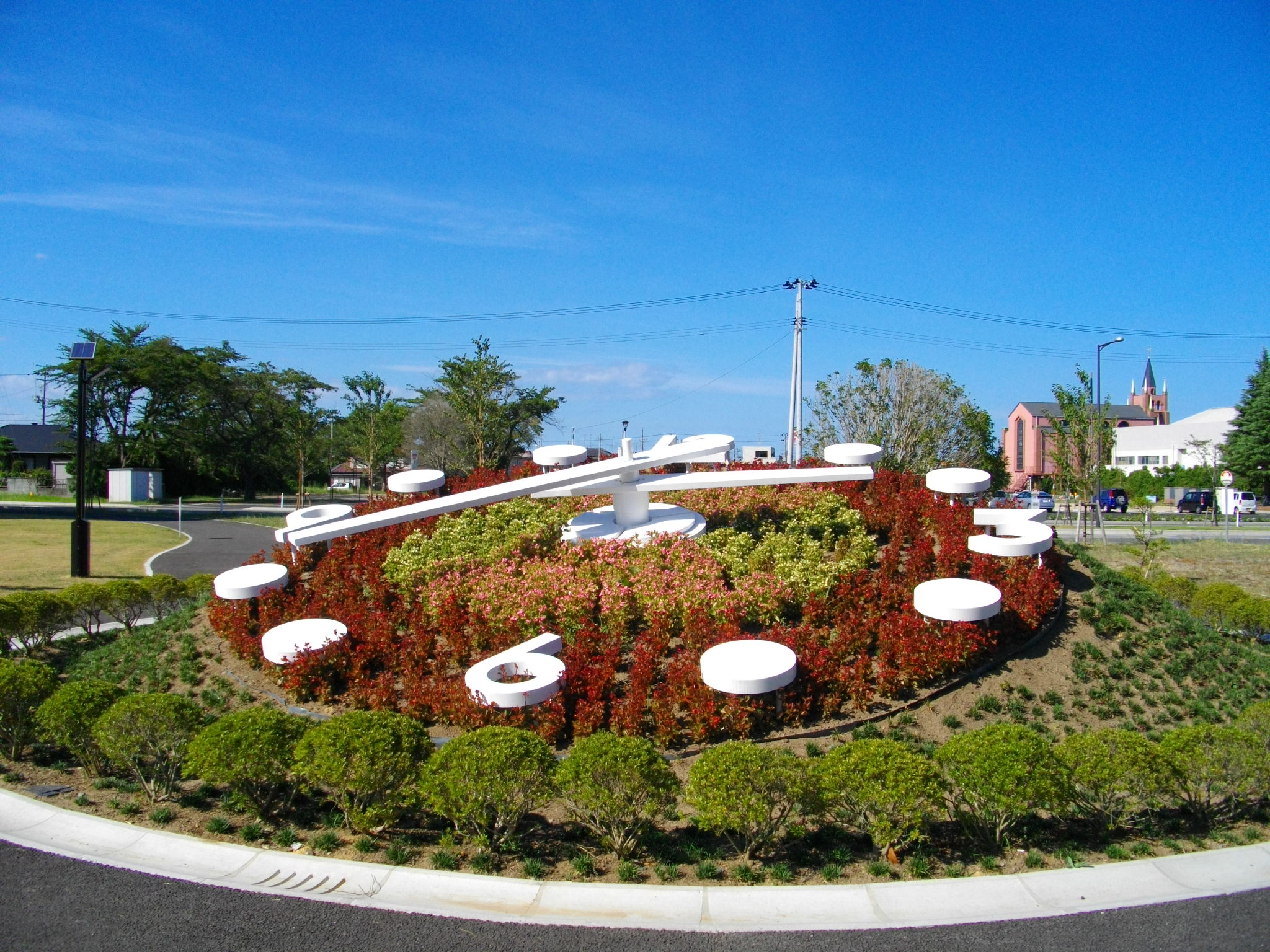
「憶・原町無線塔」に隣接する高見町の公園内にある『無線塔跡花時計』。かつてこの場所に「原町無線塔」が立っていた。花時計周りの歩道の外周部がかつての無線塔の基底の跡である。

かつての磐城無線電信局・原町送信所の跡地は現在は公園として整備され、また主塔である『原町無線塔』が立地していた場所には、2009年に『無線塔跡花時計』が造られた。同じ原町送信所跡の敷地内には「道の駅南相馬」もあり、人々の憩いの場になっている。なお、憶・原町無線塔自体は、かつて主塔のあった花時計の位置から東北東に約150メートルほどの距離の国道6号沿いに建っている。
- JR常磐線・原ノ町駅
- 道の駅南相馬
- 無線塔跡花時計（高見公園）
- 南相馬市立総合病院
- ウェディングパーク・原町フローラ
- 桜井古墳
- 原町シーサイドパーク